# كريشان
كريشان هي قرية في مقاطعة خدا أفرين، إيران. عدد سكان هذه القرية هو 121 في سنة 2006.